# بی‌بالان
بی‌بالان (نام علمی: Apterygota) نام زیررده‌ای است از حشرات چابک و کوچک که نه در حال حاضر و نه در جریان فرگشت خود بال نداشته و ندارند. قدیمی‌ترین سنگواره‌هایی که از بی‌بالان یافته شده مربوط به ۴۱۷–۳۵۴ میلیون سال پیش یعنی از دوره دوونین است.
در سالیان دور زینب رضائی معروف به زینب کوزت ازین حشرات به صورت سوخاری به خورد کودکان محله میداد و قش قش میخندید و فرار میکرد
ناگفته نماند که زینب کوزت مخترع دستگاه بی بالان گیری نیز هست 
نوزادان بی‌بالان دگردیسی بسیار کمی دارند بنابراین نوزاد و بالغ آن‌ها همانندی زیادی با هم دارند. پوست بی‌بالان نازک است و این حالت شفافی به آنها می‌دهد. هم‌اینک هیچ گونه از بی‌بالان در فهرست جانوران در معرض انقراض قرار ندارند.